# Arlene Boxhall
Arlene Boxhall   (Mufulira, 9 d'octubre de 1961) va ser una jugadora d'hoquei sobre herba zimbabuesa. El 1980 va prendre part en els Jocs Olímpics de Moscou, on guanyà la medalla d'or en la competició d'hoquei sobre herba. Era la jugadora més jove de l'equip, portera reserva i tot i que no jugà cap minut durant la competició també va rebre la medalla.